# Jason Mewes
Jason Edward Mewes (født 12. juni 1974) er en amerikansk skuespiller, bedst kendt for sin rolle som den bandende narkohandler Jay i Jay and Silent Bob.

## Opvækst
Mewes voksede op i Highlands, i New Jersey, hvor han levede sammen med sin mor, en heroinnarkoman, der døde af AIDS i 2002. Han har aldrig mødt sin far. Han begyndte selv at tage heroin i starten af 20'erne og var afhængig i cirka ti år.

## Udvalgt filmografi
- Clerks (1994)
- Mallrats (1995)
- Drawing Flies (1996)
- Chasing Amy (1997)
- Dogma (1999)
- Tail Lights Fade (1999)
- The Blair Clown Project (1999)
- Spilt Milk (1999)
- Scream 3 (2000)
- Vulgar (2000)
- Jay and Silent Bob Strike Back (2001)
- R.S.V.P. (2002)
- High Times' Potluck (2002)
- Hot Rush (2002)
- Pauly Shore Is Dead (2003)
- Powder: Up Here (2004)
- My Big Fat Independent Movie (2005)
- Clerks II (2006)
- Feast (2006)
- National Lampoon's TV the movie (2006)
- Bottoms Up (2006)
- The Tripper (2007)
- Netherbeast Incorporated (2007)
- Zack and Miri Make a Porno (2008)